# Mistrzostwa Świata w Piłce Nożnej 2018 (eliminacje strefy CONCACAF)/Grupa C

## Grupa C
| Lp. | Drużyna                   | M | Mecze | Mecze | Mecze | Bramki | Bramki | Bramki | Pkt |
| Lp. | Drużyna                   | M | W     | R     | P     | +      | −      | +/−    | Pkt |
| --- | ------------------------- | - | ----- | ----- | ----- | ------ | ------ | ------ | --- |
| 1.  | Stany Zjednoczone         | 6 | 4     | 1     | 1     | 20     | 3      | +17    | 13  |
| 2.  | Trynidad i Tobago         | 6 | 3     | 2     | 1     | 13     | 9      | +4     | 11  |
| 3.  | Gwatemala                 | 6 | 3     | 1     | 2     | 18     | 11     | +7     | 10  |
| 4.  | Saint Vincent i Grenadyny | 6 | 0     | 0     | 6     | 6      | 34     | −28    | 0   |

## Mecze
| 14 listopada 2015 01:10 CET | Stany Zjednoczone · Wood 11' · Johnson 29' · Altidore 32', 74' · Cameron 51' · Zardes 58' | 6:1(3:1)Raport | Saint Vincent i Grenadyny · 5' Anderson | Busch Stadium, St. Louis Widzów: 43 433 Sędzia: Jeffrey Solis |
|                             |                                                                                           |                |                                         |                                                               |

| 14 listopada 2015 02:00 CET | Gwatemala · Mejía 90+1' | 1:2(0:0)Raport | Trynidad i Tobago · 67' Hyland · 81' K. Jones | Estadio Mateo Flores, Gwatemala Widzów: 18 313 Sędzia: Mathieu Bourdeau |
|                             |                         |                |                                               |                                                                         |

| 18 listopada 2015 00:00 CET | Trynidad i Tobago | 0:0(0:0)Raport | Stany Zjednoczone | Hasely Crawford Stadium, Port-of-Spain Widzów: 18 500 Sędzia: César Arturo Ramos |
|                             |                   |                |                   |                                                                                  |

| 17 listopada 2015 20:30 CET | Saint Vincent i Grenadyny | 0:4(0:2)Raport | Gwatemala · 24' Cincotta · 32' M. López · 48' D. López · 81' Tinoco | Arnos Vale Stadium, Kingstown Widzów: 3500 Sędzia: Drew Fischer |
|                             |                           |                |                                                                     |                                                                 |

| 26 marca 2016 03:05 CET | Gwatemala · Morales 7' · Ruiz 16' | 2:0(2:0)Raport | Stany Zjednoczone | Estadio Mateo Flores, Gwatemala Widzów: 18 313 Sędzia: Jafeth Parea |
|                         |                                   |                |                   |                                                                     |

| 25 marca 2016 20:30 CET | Saint Vincent i Grenadyny · M. Samuel 45' · S. Samuel 77' | 2:3(1:0)Raport | Trynidad i Tobago · 57' J. Jones · 71', 82' Garcia | Arnos Vale Stadium, Kingstown Widzów: 3000 Sędzia: José Kellys |
|                         |                                                           |                |                                                    |                                                                |

| 30 marca 2016 01:25 CEST | Stany Zjednoczone · Dempsey 12' · Cameron 35' · Zusi 46' · Altidore 89' | 4:0(2:0)Raport | Gwatemala | Columbus Crew Stadium, Columbus Widzów: 20 654 Sędzia: Valdin Legister |
|                          |                                                                         |                |           |                                                                        |

| 30 marca 2016 01:00 CEST | Trynidad i Tobago · Bateau 36' · J.Jones 49' · K.Jones 60' · Molino 67' · Caesar 86', 89' | 6:0(1:0)Raport | Saint Vincent i Grenadyny | Hasely Crawford Stadium, Port-of-Spain Widzów: 13 193 Sędzia: Arenso Vasquez Vargas |
|                          |                                                                                           |                |                           |                                                                                     |

| 2 września 2016 21:30 CEST | Saint Vincent i Grenadyny | 0:6(0:3)Raport | Stany Zjednoczone · 28' Wood · 32' Besler · 43' (k) Altidore · 72', 90+2' Pulisic · 78' Klejstan | Arnos Vale Stadium, Kingstown Widzów: 6200 Sędzia: Mathieu Bourdeau |
|                            |                           |                |                                                                                                  |                                                                     |

| 3 września 2016 01:00 CEST | Trynidad i Tobago · J.Jones 45+1', 63' | 2:2(1:1)Raport | Gwatemala · 37', 86' Ruiz | Hasely Crawford Stadium, Port-of-Spain Widzów: 16 653 Sędzia: John Pitti |
|                            |                                        |                |                           |                                                                          |

| 7 września 2016 02:15 CEST | Stany Zjednoczone · Klejstan 43' · Altidore 59', 62' · Arriola 71' | 4:0(1:0)Raport | Trynidad i Tobago | EverBank Field, Jacksonville Widzów: 19 410 Sędzia: Ricardo Montero |
|                            |                                                                    |                |                   |                                                                     |

| 7 września 2016 02:15 CEST | Gwatemala · Tinoco 13' · Ruiz 20', 27', 37', 58', 60' · Arreola 56' · Morales 79' · Márquez 83' | 9:3(4:2)Raport | Saint Vincent i Grenadyny · 10', 30' Anderson · 89' McBurnette | Estadio Mateo Flores, Gwatemala Widzów: 5000 Sędzia: Kimbrell Ward |
|                            |                                                                                                 |                |                                                                |                                                                    |